# 咽周间隙
咽周间隙是颈部的一段空间。
它可以分成咽后间隙和咽旁间隙。